# Otto Götzke
Otto Götzke (* 28. November 1890; † 13. April 1945 in Gardelegen) war ein deutscher Gewerkschafter, Widerstandskämpfer gegen den Nationalsozialismus und NS-Opfer.

## Leben
Götzke erlernte nach dem Besuch der Volksschule einen Beruf, mit dem er auf der Hamburger Werft Blohm & Voss beschäftigt war. Er trat dem Deutschen Metallarbeiter-Verband (DMV) bei. Götzke engagierte sich gegen den aufkommenden Nationalsozialismus und setzte seinen Widerstand illegal fort, als 1933 die Macht an die NSDAP übertragen wurde. Nach Beginn des Zweiten Weltkrieges gehörte er zur Widerstandsgruppe Bästlein-Jacob-Abshagen, die ausländische Zwangsarbeiter unterstützte und politische Aufklärung über den Vernichtungskrieg der Wehrmacht betrieb. Als das Widerstandsnetz durch Verrat aufgedeckt wurde, kam auch Götzke in Haft und wurde von einem Gericht zu einer Zuchthausstrafe verurteilt, die er im Zuchthaus von Celle absitzen sollte. Bei Herannahen der britischen Befreier wurden die Zuchthausinsassen evakuiert und in das Zuchthaus Bützow/Dreibergen verlegt. Kurz vor der Befreiung von Bützow durch die Alliierten wurden die verbliebenen Häftlinge auf einen Todesmarsch getrieben. Götzke gehörte zu den 1.016 Häftlingen, die von SS-Männern in die Isenschnibber Feldscheune getrieben und dort erschossen oder lebendig verbrannt wurden.